# 론 캐리

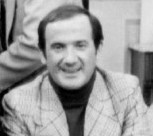

론 캐리(Ron Carey, 1935년 12월 11일 ~ 2007년 1월 16일)는 미국의 영화배우, 텔레비전 배우이다.
뉴어크에서 태어났으며 로스앤젤레스에서 사망하였다. 사인은 뇌졸중이다.

## 영화
- 대포알탄 사나이 (1997년)
- 루키 루크 (1991년)
- 세계사 (1981년)
- 도미닉은 못말려 (1980년)
- 고소공포증 (1977년)
- 무성 영화 (1976년)
- 아웃 오브 타우너스 (1970년)